# Alpaida truncata
Alpaida truncata là một loài nhện trong họ Araneidae.
Loài này thuộc chi Alpaida. Alpaida truncata được Eugen von Keyserling miêu tả năm 1865.

## Phân loài
Loài này có 2 phân loài:
- Alpaida truncata obscura
- Alpaida truncata sexmaculata